# Serayu Larangan
Serayu Larangan is een bestuurslaag in het regentschap Purbalingga van de provincie Midden-Java, Indonesië. Serayu Larangan telt 3407 inwoners (volkstelling 2010).